# Elaeocarpus kaniensis
Elaeocarpus kaniensis är en tvåhjärtbladig växtart som beskrevs av Schlechter. Elaeocarpus kaniensis ingår i släktet Elaeocarpus och familjen Elaeocarpaceae. Inga underarter finns listade i Catalogue of Life.